# Jean-Christophe Currit
Jean-Christophe Currit (né le 13 février 1969 à Poitiers) est un coureur cycliste français. Professionnel en 1994 et 1995 dans l'équipe Gan après y avoir été stagiaire en fin d'année 1993, il a été coureur amateur au cours des années 1990 et 2000. Il a notamment gagné le Grand Prix de Beauce, le Tour du Loir-et-Cher, le Circuit des Mines, le Tour de la Nouvelle-Calédonie, ainsi que l'Étape du Tour Mondovélo à trois reprises. Il a également été médaillé d'argent lors des Jeux méditerranéens de 1993 (it). Lors du procès dit du pot belge en 2001, il a admis avoir consommé du pot belge durant les années 1990 et déclaré avoir subi un contrôle positif étouffé par la Fédération française de cyclisme en 1994,.

## Palmarès en cyclisme
- 1990
  - Paris-Évreux
- 1991
  - Tour du Doubs
  - Route d'Or du Poitou
  - Grand Prix de Montamisé
  - 2e de Redon-Redon
- 1992
  - Une étape du Tour d'Ombrie
  - Grand Prix de Beauce
  - Tour du Loir-et-Cher
  - Tour du Canton de Saint-Ciers
  - Flèche Charente Limousine
  - 2e des Boucles de la Mayenne
  - 2e du Circuit des Deux Provinces
  - 3e de Redon-Redon
- 1993
  - Tour du Roussillon
  - Circuit des Mines
  - 2e étape du Tour du Vaucluse
  - Souvenir Louison-Bobet
  - Nantes-Segré
  - Ronde du Cognac
  - 2e du Grand Prix des Carreleurs
  - 2e de Tarbes-Sauveterre
  - 2e des Jeux méditerranéens (it)
  - 3e du Circuit de la vallée de la Loire
  - 3e du Tour du Vaucluse
- 1994
  - 3e du Tour de l'Ain
- 1997
  - 3e de Troyes-Dijon
- 1998 
  - 2e de Troyes-Dijon
- 2004
  - Grand Prix de Cherves
  - Tour de la Nouvelle-Calédonie :
    - Classement général
    - 3e étape

  - Étape du Tour
  - Tour du Canton du Dorat
  - 2e du Tour des Mauges
  - 2e du Grand Prix de La Rouchouze
  - 2e du Grand Prix des vins de Panzoult
- 2005
  - Route d'Or du Poitou
  - 2e du championnat du Poitou-Charentes
- 2010
  - Étape du Tour
- 2011
  - Étape du Tour

## Palmarès en course à pied
- 2013
  - Marathon Nice-Cannes : 2 h 53 min
  - Paris-Versailles : 1 h 02 min
- 2014
  - Marathon Poitiers Futuroscope : 2 h 44 min
  - Paris-Versailles : 59 min
- 2015
  - Marathon de Paris : 2 h 36 min
  - Paris-Versailles : 55 min